# Peter Weber (konstnär)
Johan Peter Weber var en svensk bildhuggare, verksam under 1700-talets första hälft.
Weber var gift med bildhuggaren Nils Lesbergs dotter Maria och far till målarmästaren Nils Weber. Han var verksam i Göteborg och Uddevallatrakten och har utfört altaruppsatser till Stora Lundby kyrka 1729 och Råda kyrka i Västergötland 1738–1739 samt en predikstol till Ytterby gamla kyrka i Bohuslän som numera förvaras i den nya kyrkans sakristia. I Uddevalla uppges han 1736 utfört en altartavla på beställning av fröken Hamilton samt på beställning från magistraten en trähäst som användes vid offentlig bestraffning.